# 2020년 하계 올림픽 가나 선수단
2020년 하계 올림픽 가나 선수단은 2021년 일본 도쿄에서 열린 2020년 하계 올림픽에 참가한 올림픽 가나 선수단이다.
가나는 2020년 도쿄 하계 올림픽에 출전했다. 원래 2020년 7월 24일부터 8월 9일까지 열릴 예정이었던 올림픽은 코로나19 범유행으로 인해 2021년 7월 23일부터 8월 8일로 연기되었다. 1952년 골드 코스트로 데뷔한 이후 3번의 대회를 제외하고 모두 참가한 이번 하계 올림픽은 가나의 15번째 하계 올림픽 출전이었다. 가나는 아프리카 보이콧 및 가나가 미국 주도의 보이콧에 동참함으로 인해 1976년 몬트리올 올림픽과 1980년 모스크바 올림픽에 참가하지 않았다.

## 출전 선수
| 종목 | 남자 | 여자 | 전체 |
| ---- | ---- | ---- | ---- |
| 육상 | 6    | 1    | 7    |
| 복싱 | 3    | 0    | 3    |
| 유도 | 1    | 0    | 1    |
| 수영 | 1    | 1    | 2    |
| 역도 | 1    | 0    | 1    |
| 전체 | 12   | 2    | 14   |

## 같이 보기
- 올림픽 가나 선수단